# Drosophila shyri
Drosophila shyri är en tvåvingeart som beskrevs av Ana I. Vela och José Albertino Rafael 2004. Drosophila shyri ingår i släktet Drosophila och familjen daggflugor.
Artens utbredningsområde är Ecuador.